# Obecní policie

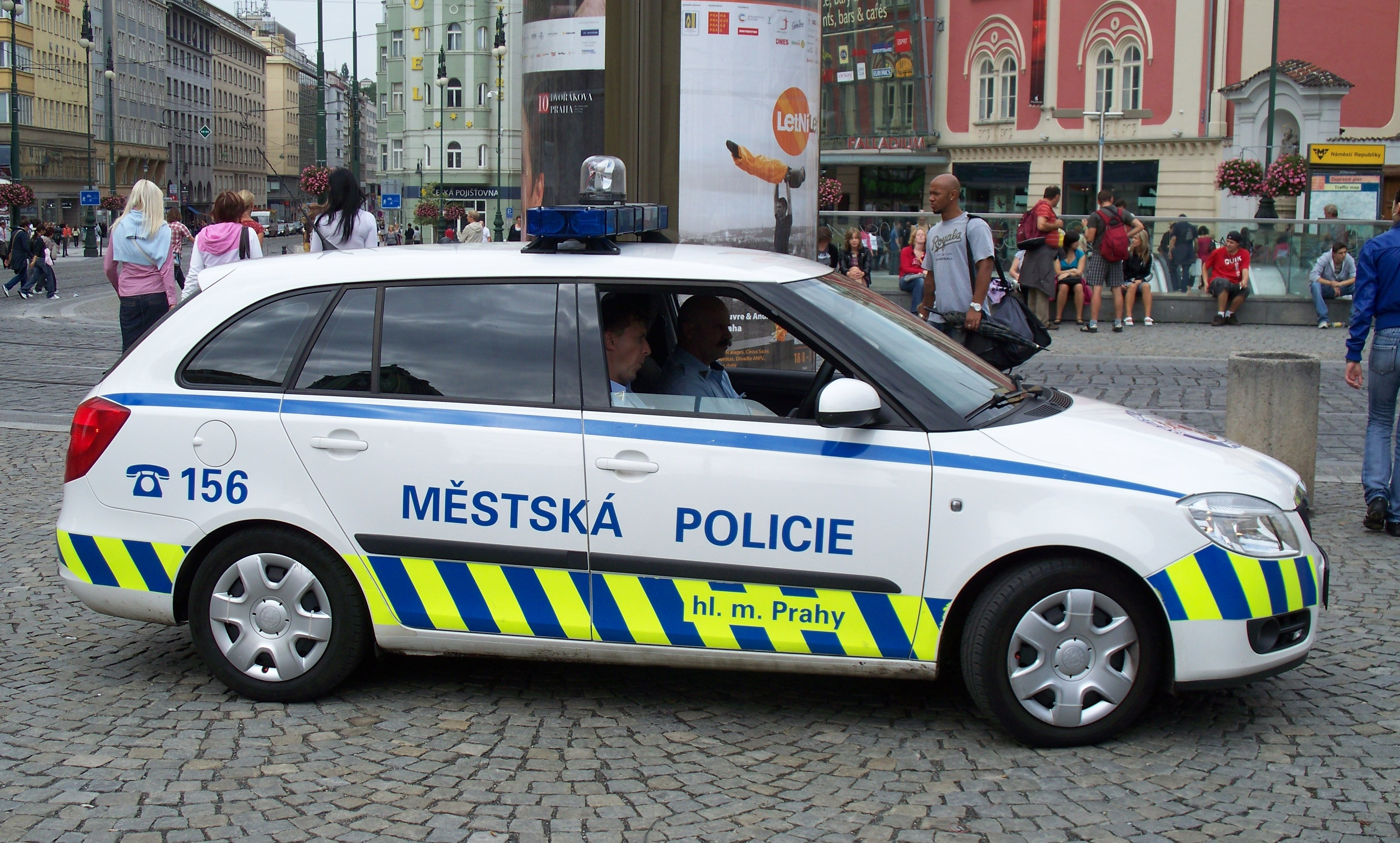
Vůz Městské policie Praha

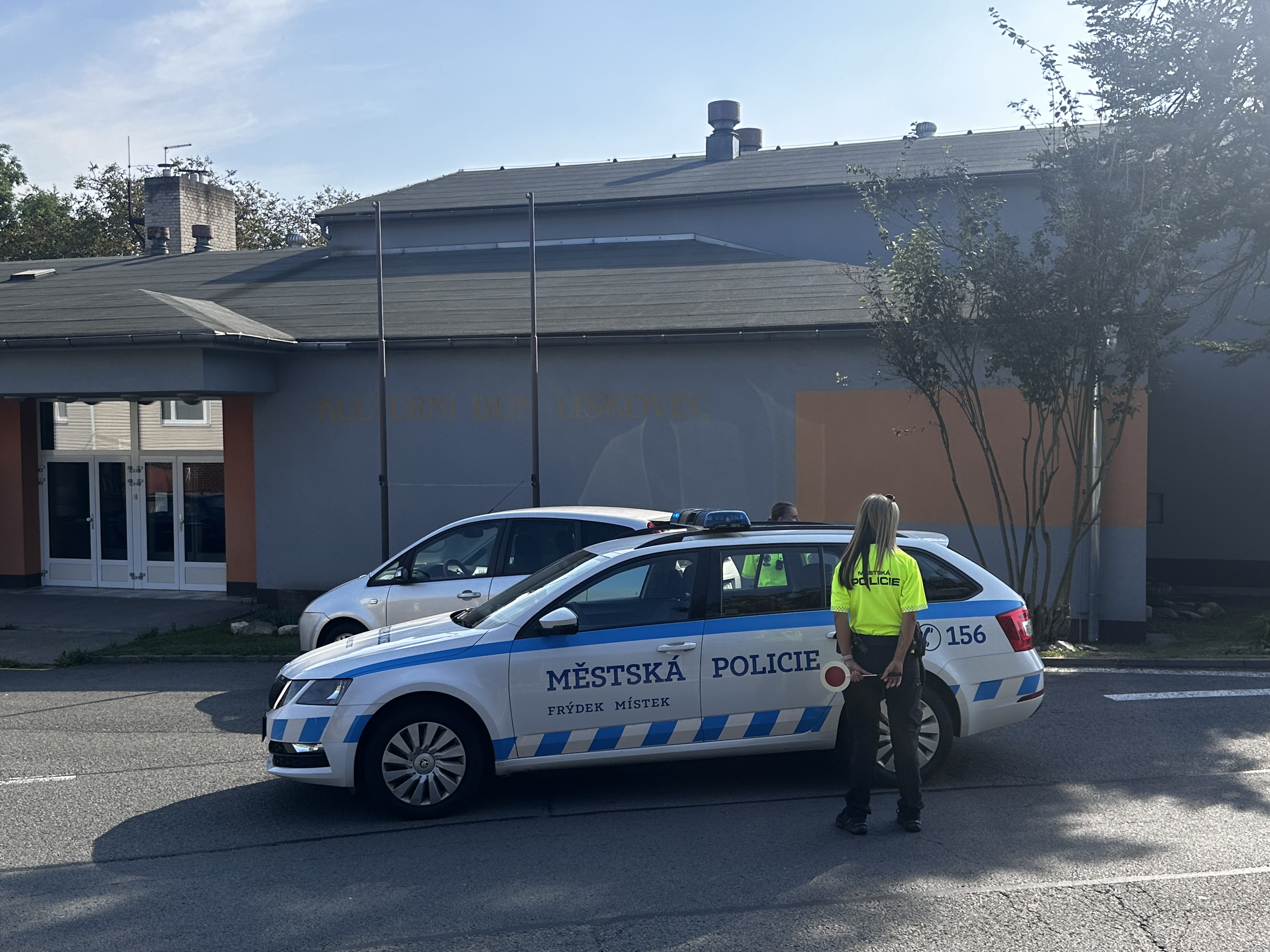
Hlídka městské policie ve Frýdku-Místku

Obecní policie je v některých zemích druh orgánu prosazování práva, který je podřízen místní samosprávě, ne centrální moci vlády. Místní samospráva také sama nese náklady na provoz obecní policie, která působí zejména v oblasti veřejného pořádku na místní úrovni. Obecní policie zpravidla disponuje omezenějšími oprávněními oproti policii celostátní.

## Obecní a městská policie v České republice

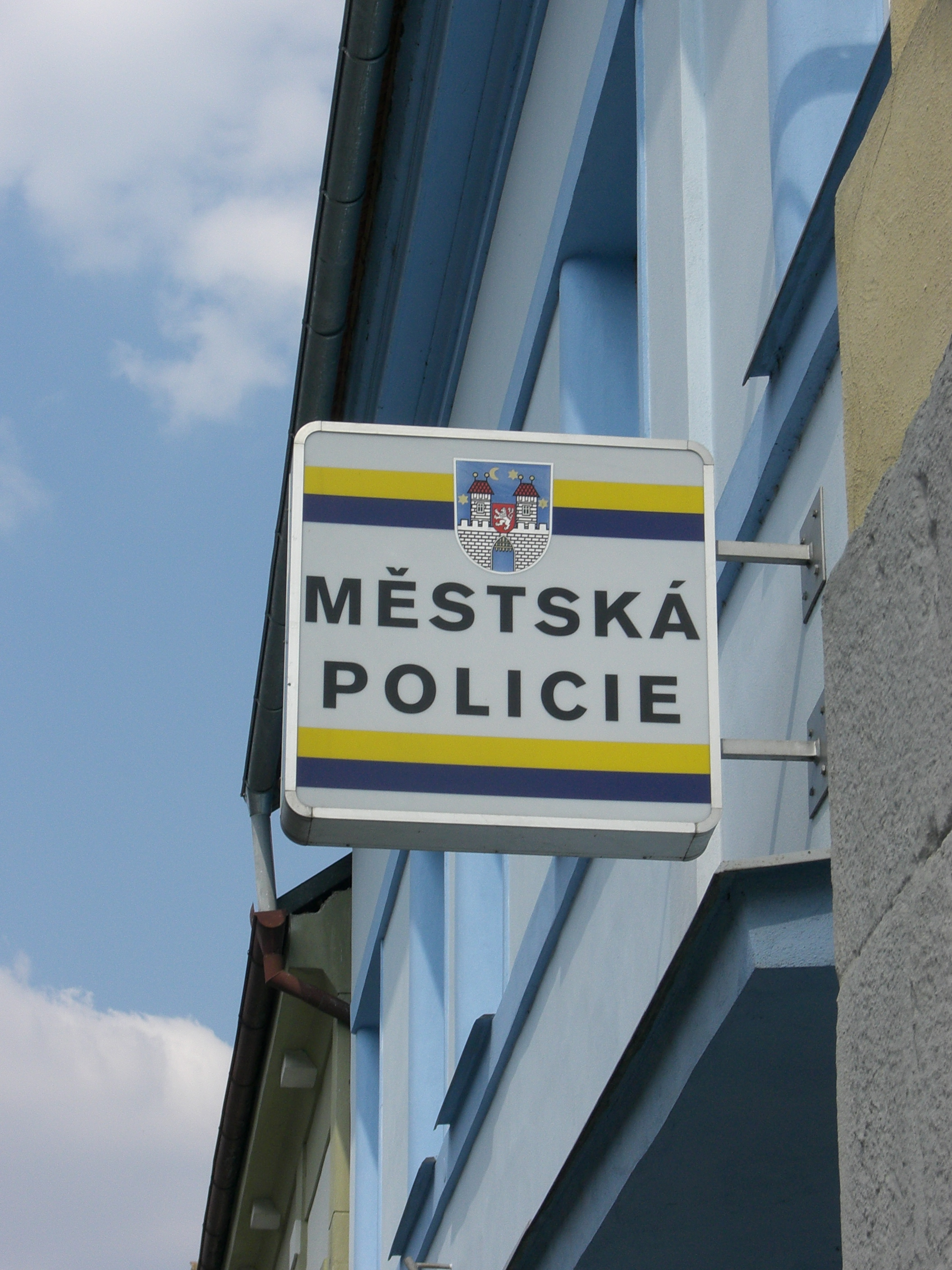
Znak městské policie v Písku

Obecní policie v České republice je orgánem obce, který zabezpečuje místní záležitosti veřejného pořádku v rámci působnosti obce a plní další úkoly stanovené zákonem. Postavení obecní policie vymezuje zákon č. 553/1991 Sb., o obecní policii, ve znění pozdějších předpisů. Obecní policii zřizuje a ruší zastupitelstvo obce obecně závaznou vyhláškou. V obci, která má status města, se obecní policie označuje jako městská policie. Působnost obecní policie vykonávají strážníci, kteří jsou v pracovním poměru k obci (nikoliv ve služebním poměru). Největšími sbory městské policie v ČR jsou MP Praha (2 110 strážníků), MP Ostrava (715 strážníků) a MP Brno (500 strážníků). Obecní policie se řadí mezi ostatní složky integrovaného záchranného systému (zákon č. 239/2000 Sb., o integrovaném záchranném systému).

### Působnost obecní policie

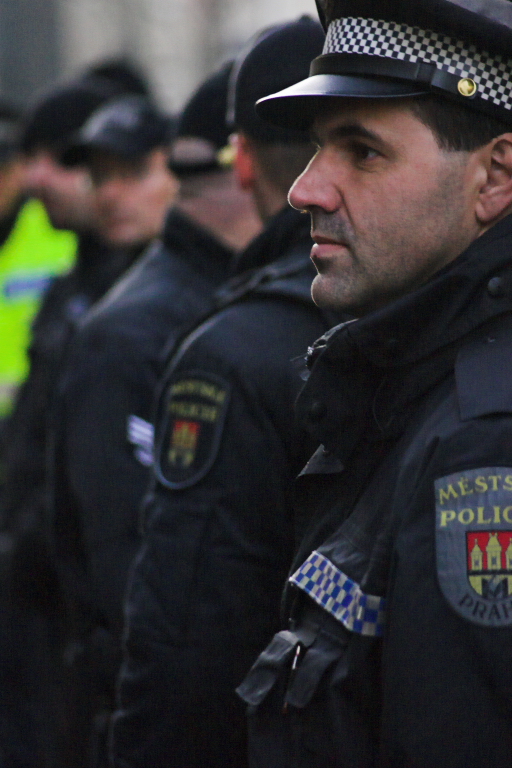
Strážník městské policie v Praze

Obecní policii řídí starosta nebo jiný člen zastupitelstva obce na základě pověření zastupitelstva obce. Rada obce může pověřit plněním některých úkolů při řízení obecní policie určeného strážníka, který je pak zpravidla označován jako velitel obecní policie případně ředitel (MP Praha, MP Ostrava, MP Brno). Obecní policie při zabezpečování místních záležitostí veřejného pořádku a plnění dalších úkolů podle zákona o obecní policii či dalších zákonů zejména:
- přispívá k ochraně a bezpečnosti osob a majetku,
- dohlíží na dodržování pravidel občanského soužití,
- dohlíží na dodržování obecně závazných vyhlášek a nařízení obce,
- se podílí v rozsahu stanoveném zákonem nebo zvláštním zákonem na dohledu na bezpečnost a plynulost provozu na pozemních komunikacích,
- se podílí na dodržování právních předpisů o ochraně veřejného pořádku a v rozsahu svých povinností a oprávnění stanovených zákonem činí opatření k jeho obnovení
- se podílí na prevenci kriminality v obci
- provádí dohled nad dodržováním čistoty na veřejných prostranstvích v obci
- odhaluje přestupky a jiné správní delikty, jejichž projednávání je v působnosti obce,
- poskytuje za účelem zpracování statistických údajů Ministerstvu vnitra na požádání údaje o obecní policii.

Při plnění svých úkolů obecní policie spolupracuje s Policií České republiky. Každý má právo obracet se na strážníka obecní policie se žádostí o pomoc a strážníci jsou povinni v rozsahu svých úkolů požadovanou pomoc poskytnout. Na základě veřejnoprávní smlouvy mezi příslušnými obcemi může obecní policie vykonávat svoji pravomoc i na území jiných obcí, které vlastní obecní policie nezřídily. Obec, která obecní policii nezřídila, vydá strážníkovi písemné zmocnění, kterým prokazuje oprávněnost výkonu pravomoci na jejím území.

### Strážníci a jejich oprávnění

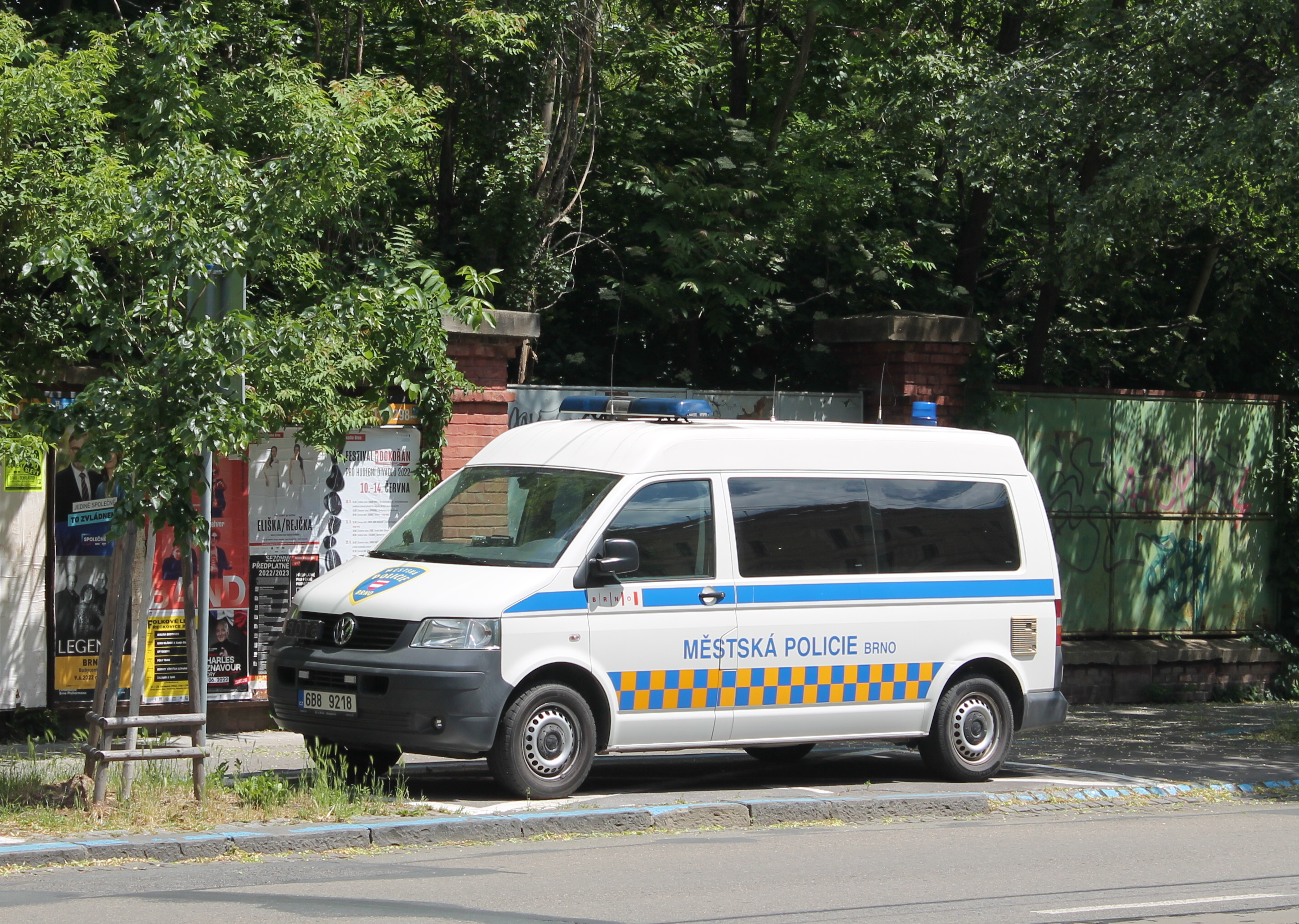
Dodávkový automobil městské policie v Brně

Strážníkem obecní policie se může stát dle § 4 odst. 1 zákona č. 553/1991 Sb., o obecní policii, ve znění pozdějších předpisů občan České republiky starší 18 let který je bezúhonný, je spolehlivý, je zdravotně způsobilý, dosáhl středního vzdělání s maturitní zkouškou a má osvědčení o splnění stanovených odborných předpokladů.
Odborné předpoklady strážníků jsou blíže stanoveny vyhláškou Ministerstva vnitra, v níž je i stanoven způsob zjišťování způsobilosti uchazečů. Odbornou způsobilost ověřuje zkušební komise Ministerstva vnitra. O splnění podmínek se vydává osvědčení platné po dobu trvání pracovního poměru strážníka, nejdéle po dobu tří let. Zdravotní způsobilost se posuzuje lékařským vyšetřením dle vyhlášky MV ČR č. 444/2008 Sb., o zdravotní způsobilosti uchazeče o zaměstnání strážníka. Součástí vyhlášky je seznam tělesných a duševních vad, nemoci a stavů, které vylučují zdravotní způsobilosti uchazeče o zaměstnání strážníka.
Uchazeč o pracovní poměr strážníka není dle zákona o obecní policii bezúhonným, pokud byl pravomocně odsouzen za úmyslný trestný čin, dále nesmí být v posledních 5 letech pravomocně odsouzen za nedbalostní trestný čin nebo jehož trestní stíhání pro úmyslný trestný čin bylo na základě pravomocného rozhodnutí o narovnání zastaveno, a od tohoto rozhodnutí neuplynulo 5 let nebo jehož stíhání pro úmyslný trestný čin bylo pravomocně zastaveno a od uplynutí zkušební doby neuplynulo 5 let nebo bylo v trestním řízení, které bylo proti němu vedeno, rozhodnuto o podmíněném odložení podání návrhu na potrestání a od tohoto rozhodnutí neuplynulo 5 let, je li v jednání, kterým spáchal trestný čin v rozporu s posláním strážníka.
Uchazeč o pracovní poměr strážníka není dle zákona o obecní policii spolehlivým, pokud byl opakovaně pravomocně uznán vinným za přestupky na úseku ochrany před alkoholismem a jinými toxikomaniemi, na úseku obrany České republiky, proti veřejnému pořádku, proti občanskému soužití, proti majetku a na úseku všeobecné vnitřní správy konkrétně na úseku zbraní a střeliva. Podmínka opakovaného uznání vinným z přestupku je splněna, jestliže rozhodnutí o odpovědnosti za některý z přestupků nabude právní moci před uplynutím 3 let ode dne, kdy nabylo právní moci jiné rozhodnutí o odpovědnosti za některý z těchto přestupků spáchané týmž pachatelem.

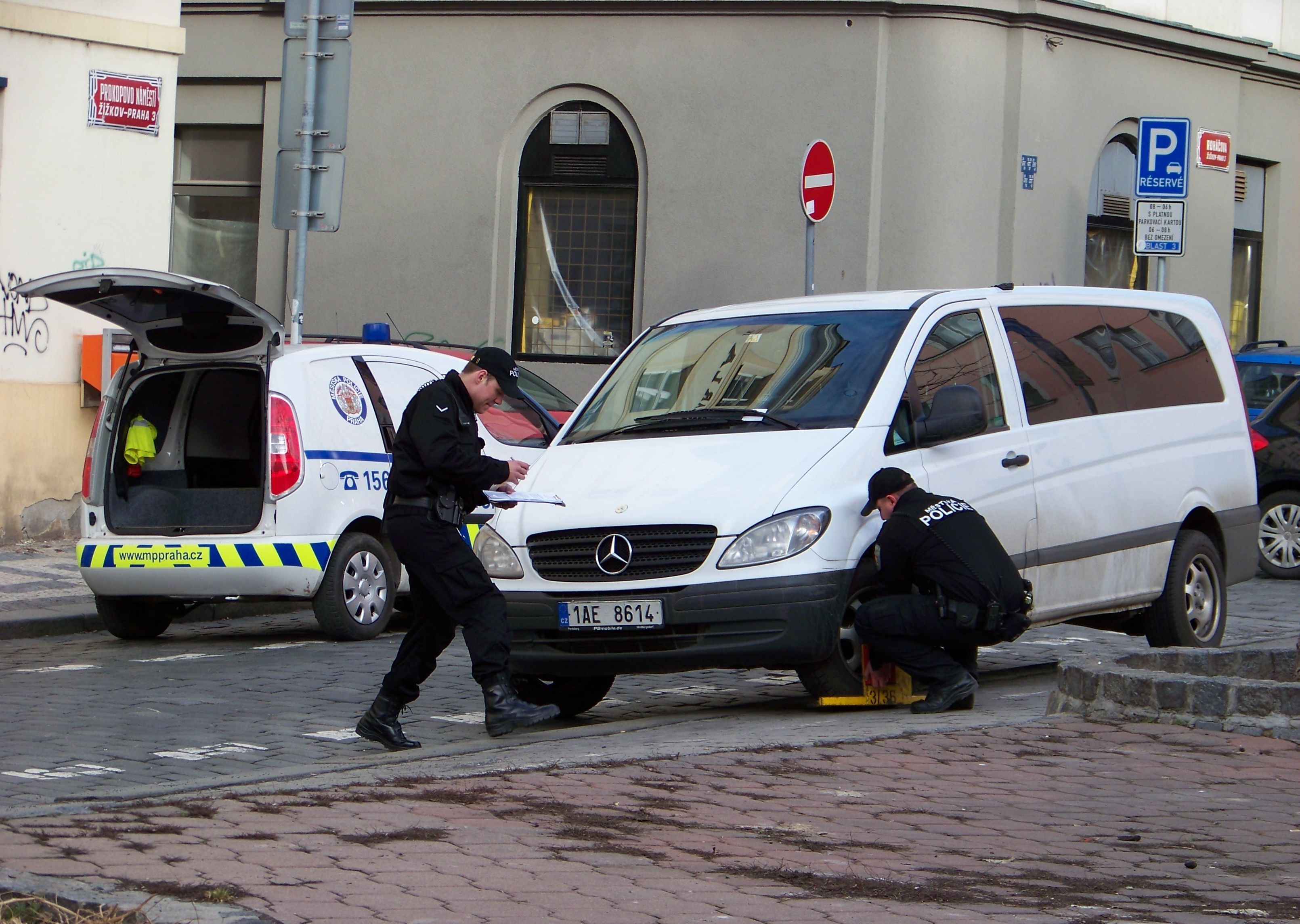
Městská policie v Praze nasazuje botičku na neoprávněně zaparkované auto.

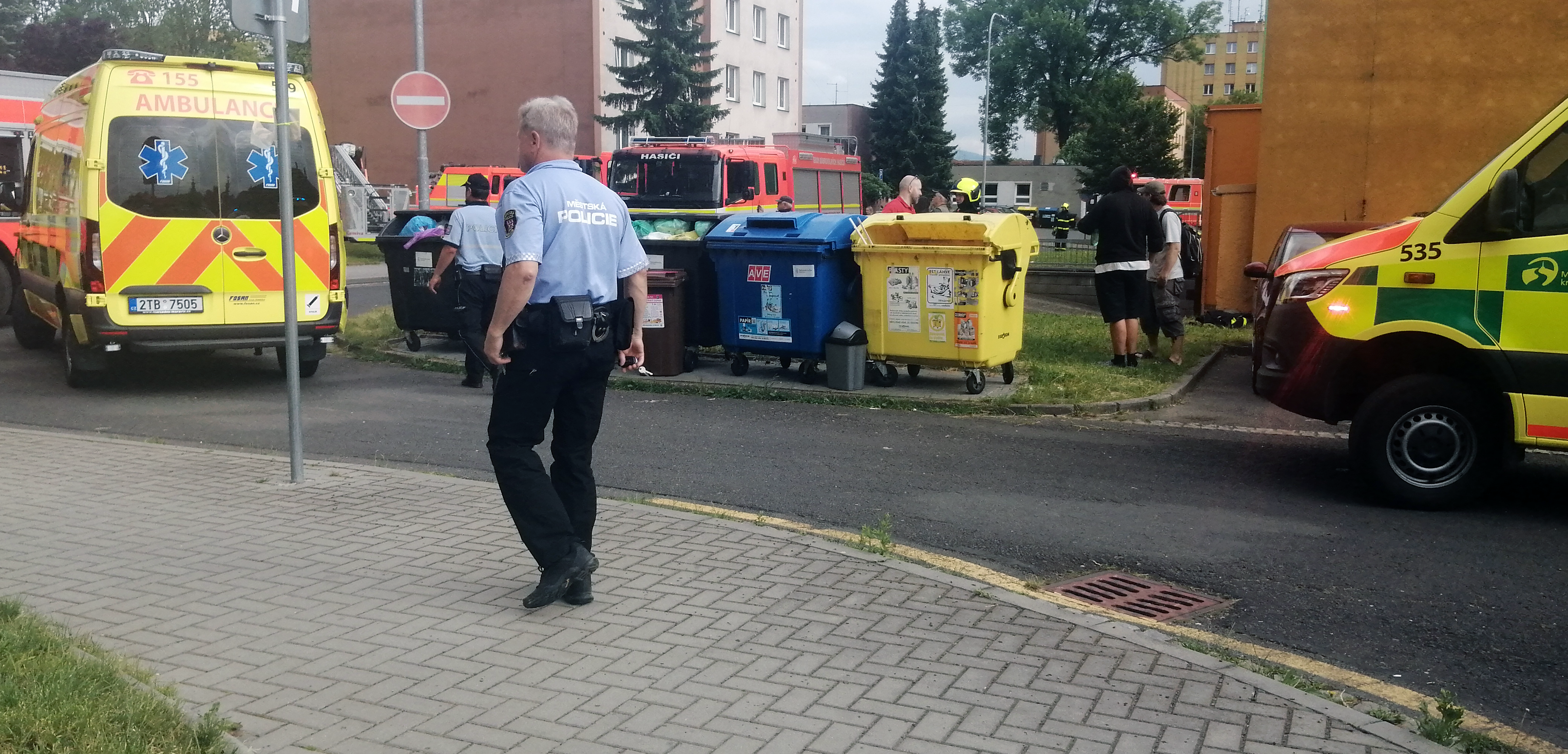
Strážník Městské policie Příbor pomáhající na místě požáru

Strážníci jsou při plnění úkolů obecní policie oprávněni:
- požadovat vysvětlení
- vyžadovat poskytnutí údajů u informačních systémů
- požadovat prokázání totožnosti
- požádat každého o věcnou a osobní pomoc ke splnění konkrétního úkolu
- předvést osobu
- odebrat zbraň
- zakázat vstup na určená místa
- otevřít byt nebo jiný uzavřený prostor
- odejmout věc
- použít technických prostředků k zabránění odjezdu vozidla
- vstoupit do živnostenských provozoven
- použít donucovací prostředky, psa nebo služební zbraň
- zpracovávat osobní údaje, potřebné k plnění úkolu
- pořizovat zvukové, obrazové nebo jiné záznamy z míst veřejně přístupných
- zastavovat vozidla na pozemních komunikacích ve vymezených případech
- pokyny usměrňovat provoz na pozemních komunikacích
- měřit rychlost vozidel na pozemních komunikacích
- vyzvat řidiče k podrobení se vyšetření ke zjištění, zda není ovlivněn alkoholem či jinou návykovou látkou
- rozhodnout o odstranění vozidla, které tvoří překážku v provozu na pozemní komunikaci
- zadržet tabulky státní poznávací značky nebo zabránit v jízdě motorovému vozidlu

### Hodnosti strážníků
Systém hodností a služebních zařazení strážníků obecních policií není zákonem o obecní policii dán, takže každá obec užívala od roku 1991 v rámci své obecní policie vlastní systém. V říjnu 2018 Kolegium ředitelů městských policií statutárních měst a hl. m. Prahy, zastupující městské policie všech 26 statutárních měst a Prahy, odsouhlasilo jednotný hodnostní systém a jeho značení a doporučilo k tomuto systému přistoupit i u obecních a městských policií ostatních českých obcí a měst. Proces zavádění sjednoceného označování strážníků měl být dokončen do začátku roku 2022. Předseda Kolegia, ředitel Městské policie Zlín, se stal vrchním českým strážníkem s hodností nejvyššího policejního rady.
| Obec, městys      | Obec, městys | Obec, městys            | Město             | Město       | Město                   | Statutární město, hl. m. Praha | Statutární město, hl. m. Praha | Statutární město, hl. m. Praha |
| Hodnost           | Zkratka      | Služební zařazení       | Hodnost           | Zkratka     | Služební zařazení       | Hodnost                        | Zkratka                        | Služební zařazení              |
| ----------------- | ------------ | ----------------------- | ----------------- | ----------- | ----------------------- | ------------------------------ | ------------------------------ | ------------------------------ |
| aspirant          | asp.         | čekatel – bez osvědčení | aspirant          | asp.        | čekatel – bez osvědčení | aspirant                       | asp.                           | čekatel – bez osvědčení        |
| podstrážmistr     | podstrž.     | strážník do 1 roku      | podstrážmistr     | podstrž.    | strážník do 1 roku      | podstrážmistr                  | podstrž.                       | strážník do 1 roku             |
| strážmistr        | strž.        | strážník 1–3 roky       | strážmistr        | strž.       | strážník 1–3 roky       | strážmistr                     | strž.                          | strážník 1–3 roky              |
| vrchní strážmistr | vrch. strž.  | strážník 3–5 let        | vrchní strážmistr | vrch. strž. | strážník 3–5 let        | vrchní strážmistr              | vrch. strž.                    | strážník 3–5 let               |
| podpraporčík      | podprap.     | strážník 5–10 let       | podpraporčík      | podprap.    | strážník 5–10 let       | podpraporčík                   | podprap.                       | strážník 5–10 let              |
| praporčík         | prap.        | strážník nad 10 let     | praporčík         | prap.       | strážník nad 10 let     | praporčík                      | prap.                          | strážník nad 10 let            |
| vrchní praporčík  | vrch. prap.  | jmenovaný               | vrchní praporčík  | vrch. prap. | jmenovaný               | vrchní praporčík               | vrch. prap.                    | jmenovaný                      |
| mladší inspektor  | ml. insp.    | jmenovaný               | mladší inspektor  | ml. insp.   | jmenovaný               | mladší inspektor               | ml. insp.                      | jmenovaný                      |
| inspektor         | insp.        | jmenovaný               | inspektor         | insp.       | jmenovaný               | inspektor                      | insp.                          | jmenovaný                      |
| vrchní inspektor  | vrch. insp.  | určený                  | vrchní inspektor  | vrch. insp. | jmenovaný               | vrchní inspektor               | vrch. insp.                    | jmenovaný                      |
| —                 | —            | —                       | komisař           | kom.        | jmenovaný               | komisař                        | kom.                           | jmenovaný                      |
| —                 | —            | —                       | vrchní komisař    | vrch. kom.  | určený                  | vrchní komisař                 | vrch. kom.                     | jmenovaný                      |
| —                 | —            | —                       | —                 | —           | —                       | policejní rada                 | pol. rada                      | jmenovaný                      |
| —                 | —            | —                       | —                 | —           | —                       | vrchní policejní rada          | vrch. pol. rada                | určený                         |
| —                 | —            | —                       | —                 | —           | —                       | nejvyšší policejní rada        | nej. pol. rada                 | jmenovaný kolegiem ředitelů    |

1. 1 2 3  určený = Určený strážník dle § 3 odst. 2 zákona č. 553/1991 Sb., tedy velitel/ředitel obecní/městské policie, pověřený zastupitelstvem obce.
2. ↑  jmenovaný kolegiem ředitelů = Nejvyšší strážník v České republice, jmenovaný Kolegiem ředitelů městských policií statutárních města a hl. m. Prahy.

### Návrhy na zřízení metropolitní policie

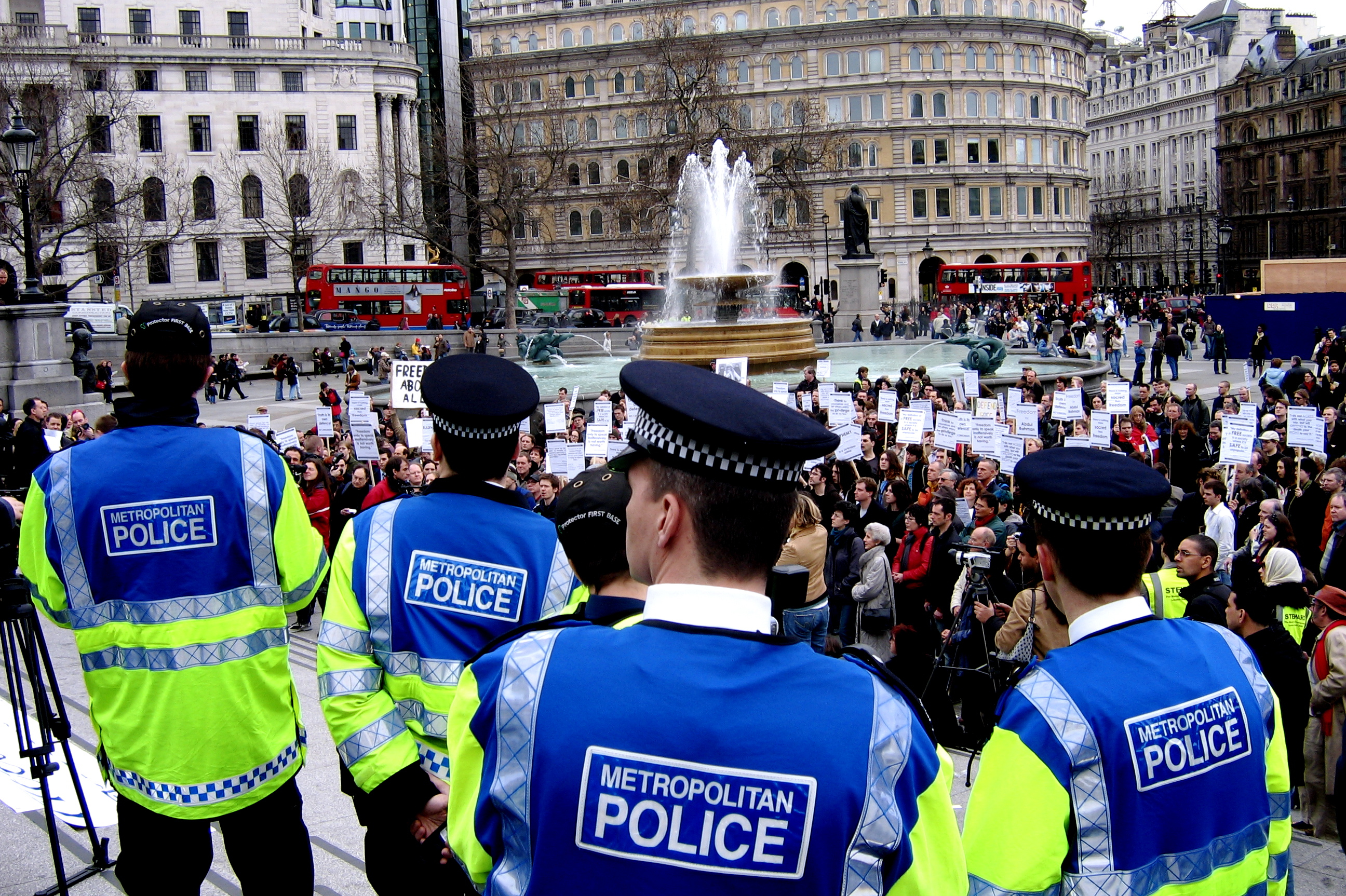
Metropolitní policie v Londýně

V roce 2007 a poté znovu v roce 2010 se objevily návrhy na zřízení metropolitních policií přeřazením dopravní a pořádkové služby státní policie k městské policii v hlavním městě Praze a ve větších městech (buď ve statutárních městech, nebo ve městech nad 100 000 obyvatel). Kriminalistická služba, zásahové jednotky a vyšetřování dopravních nehod by zůstaly u Policie České republiky. Podle návrhů města Prahy by metropolitní policie podléhaly krajským policejním ředitelům, ale úkolovat by je mohl i primátor města a město by se podílelo i na financování.
Návrh údajně dlouhodobě prosazuje město Praha. V médiích byl prezentován jako nápad primátora Pavla Béma (ODS) (ten jej zastával v pořadu Otázky Václava Moravce 17. června 2007), návrh podporovala pražská radní Markéta Reedová (SNK-ED), proti se však stavěl ministr vnitra Ivan Langer, (ODS) i pražský policejní ředitel Petr Želásko, zatímco ředitel pražské městské policie i oslovení odborníci se k návrhu stavěli neutrálně. Na základě požadavku Věcí veřejných (Vít Bárta a Radek John) se tento záměr v roce 2010 dostal i do koaliční smlouvy a programu vládní koalice Nečasovy vlády. Brněnský primátor Onderka se k záměru staví odmítavě, ostravský primátor Petr Kajnar spíše vstřícně, ředitelé obecních policií sdružení v Asociaci ředitelů městských a obecních policií se v lednu 2011 shodli, že návrh je vhodný pouze pro Prahu.
V říjnu 2010 ministr vnitra Radek John na zasedání bezpečnostního výboru oznámil, že od plánu ustupuje, protože jej z velkých měst podporuje pouze Praha, kandidátka Věcí veřejných na pražskou primátorku Markéta Reedová však v té době za záměrem nadále stála.
Součinnost Police ČR s obecními policiemi do jisté míry řeší s účinností od 1. ledna 2009 novela č. 273/2008 Sb., zákona o Policii České republiky, která upravila možnost uzavírat koordinační dohody, které přispívají k efektivnímu využití sil a prostředků Policie ČR a obecních organizací. Hlavní město Praha uzavřelo takovou dohodu s krajským ředitelstvím policie v hlavním městě Praze 25. května 2010.

## Označení
Rozšířený je také název městská policie nebo (řídce) místní policie (v protikladu k policii státní); označení obecní policie je přesnější, protože zahrnuje policie i v městysích, vesnicích, popř. okrscích velkoměst.
Název etymologicky pochází z řeckého slova polis – město. Označení „městská policie“ je tedy vlastně pleonasmus.[zdroj?]

## Městské policie v dalších státech
Obecní a městské policie působí i v dalších státech, například:
- Brazílie – Guardas municipais
- Francie – Police municipale
- Itálie – Polizia Municipale, Polizia Urbana a Polizia locale
- Polsko – Straż miejska a Straż gminna
- Rakousko – Gemeindepolizei a Stadtpolizei
- Slovensko – Obecná polícia a Mestská polícia
- Španělsko – Policía Local
- Švýcarsko – Gemeindepolizei a Stadtpolizei